# Higanbana no saku yoru ni
Higanbana no saku yoru ni (彼岸花の咲く夜に? lett. "La notte in cui sbocciano gli amarilli") — sottotitolato The unforgiving flowers blossom in the dead of night (lett. "I fiori che non perdonano sbocciano nel cuore della notte") — è un manga shōnen scritto da Ryukishi07 e disegnato da Ichirō Tsunohazu, serializzato sulla rivista Monthly Dragon Age di Fujimi Shobō tra i numeri di maggio 2010 e novembre 2012. La storia è stata anche adattata in due visual novel dalla 07th Expansion, che le ha pubblicate rispettivamente il 13 agosto 2011 al Comiket 80 e il 31 dicembre 2011 al Comiket 81.

## Trama
Higanbana no saku yoru ni si svolge in un ambiente scolastico sconosciuto ed è composto da numerose storie brevi indipendenti, ognuna raccontata dalla prospettiva di uno studente o di un membro del personale della scuola. Questi racconti trattano il bullismo come tema principale, dato che ogni protagonista di essi diventa un bullo oppure una vittima di questo fenomeno. Higanbana si basa su una serie di leggende metropolitane nate da esseri soprannaturali chiamati yōkai, ognuno dei quali rivendica il possesso di un particolare "mistero" ed uccide chiunque tenti di investigare su di esso. All'inizio della serie ci sono in totale sette "misteri" con numerosi yōkai che si combattono l'un l'altro in una lotta per la proprietà di essi, la quale è garantita a colui che emergerà vittorioso nel conflitto. I protagonisti dei racconti interagiscono con almeno uno degli yōkai residenti nella scuola, che li costringe ad affrontare le conseguenze delle loro azioni relative al bullismo.

## Personaggi principali
Marie Moriya (森谷 毬枝?, Moriya Marie)
Marie è la protagonista della prima storia breve, intitolata Mesomeso-san. Viene introdotta come una studentessa che è costantemente vittima di bullismo dai suoi compagni di classe e viene molestata dal suo insegnante in un edificio scolastico abbandonato vicino alla scuola. Mentre si dispera nei bagni pubblici della struttura per la sua situazione difficile, diventa il soggetto di un'ottava leggenda metropolitana che coinvolge uno yōkai di nome Mesomeso (derivato dall'onomatopea giapponese del pianto e del singhiozzo). Lo yōkai della scuola le offre la possibilità di diventare uno yōkai per occupare il nuovo rango nella loro gerarchia, cosa che fa dopo essere stata strangolata dal suo insegnante. Come Mesomeso, appare prima degli altri protagonisti della serie per supportarli se sono vittime del bullismo, oppure per confrontarsi con loro se sono dei bulli.
Higanbana (彼岸花?)
Higanbana, altresì chiamata la "Danzante Higanbana", è il terzo yōkai più in alto come rango nella scuola. È una ragazza con l'aspetto di una bambola occidentale che si trova nell'infermeria della scuola e che, secondo la sua leggenda, balla da sola di notte. È lo yōkai che offre direttamente a Marie di diventare Mesomeso, e la tratta come la sua assistente personale. Tormenta regolarmente gli studenti crudeli o insicuri, e viene raffigurata sia come un'antagonista, se prende di mira l'eroe della storia, sia come un antieroe, se il suo obiettivo è il cattivo.

## Origini
Le origini di Higanbana no saku yoru ni risalgono al 2006 quando Ryukishi07 ha iniziato a scrivere una light novel intitolata Gakkō yōkai kikō: dai-hachi kkaidan boshūchū (学校妖怪紀行 第八怪談募集中? lett. "Diario di viaggio degli yōkai della scuola: reclutamento dell'ottavo kwaidan"), con le illustrazioni di Nishieda. La prima novel è apparsa il 29 novembre 2006 nel terzo volume della rivista Dragon Age Pure di Fujimi Shobō. Altri due capitoli sono stati serializzati nel Dragon Age Pure prima che la pubblicazione fosse interrotta: il capitolo due nel quarto volume, venduto il 20 aprile 2007, e il capitolo tre nel quinto volume, venduto il 20 giugno 2007. La novel in seguito fu cambiata in un manga illustrato da Rei Izumi, intitolato Gakkō yōkai kikō: yō (学校妖怪紀行 ～枼～?). Una breve anteprima è apparsa nel quinto volume di Dragon Age Pure e successivamente la pubblicazione è stata interrotta dopo il primo capitolo apparso nel sesto volume di Dragon Age Pure, venduto il 20 agosto 2007.

## Media

### Media stampati
Higanbana no saku yoru ni è iniziato come manga scritto da Ryukishi07 della 07th Expansion ed illustrato da Ichirō Tsunohazu. Il character design è stato originariamente sviluppato da Nishieda. Il manga è stato serializzato sui numeri tra maggio 2010 e novembre 2012 della rivista Monthly Dragon Age di Fujimi Shobō. Tra il 9 novembre 2011 e il 7 febbraio 2013 sono stati pubblicati sei volumi tankōbon. Una light novel, scritta da Ryukishi07 con i disegni di Tsuitachi Sakuya ed intitolata Higanbana no saku yoru ni, è stata pubblicata da Fujimi Shobō il 20 dicembre 2011.

### Visual novel
La 07th Expansion ha prodotto due visual novel basate sul manga. La prima, intitolata Higanbana no saku yoru ni: dai-ichi ya (彼岸花の咲く夜に 第一夜? lett. "La notte in cui sbocciano gli amarilli: prima notte"), è stata pubblicata il 13 agosto 2011 al Comiket 80. La seconda, sottotitolata dai-ni ya (第二夜? lett. "seconda notte"), è stata pubblicata il 31 dicembre 2011 al Comiket 81. A differenza dei precedenti giochi della 07th Expansion, Higurashi no naku koro ni e Umineko no naku koro ni, entrambi i giochi di Higanbana contengono sette novelle e sono della stessa lunghezza dei giochi di Umineko.